# Eichendorffs Untergang und andere Märchen
„Eichendorffs Untergang und andere Märchen. Projekt 3/1“ von Helmut Heißenbüttel erschien 1978 im Klett-Cotta Verlag als erster Teil seines dritten Projektes. Diesem folgten noch zwei weitere Teile „Wenn Adolf Hitler den Krieg nicht gewonnen hätte. Historische Novelle und wahre Begebenheiten“ (1979) und „Das Ende der Alternative. Einfache Geschichten“ (1980).
Das Projekt 3/1-3, wie die drei Bände, die in Prosa verfasst wurden, auch bezeichnet werden, unterscheidet sich erheblich von Heißenbüttels bis dahin stark experimentell geprägter Schreibweise. Er greift hier sowohl auf traditionelle Erzählformen zurück, in deren Mittelpunkt die Vermittlung von Inhalten steht, als auch auf klassische Gattungen, wie Märchen und Novellen. Der erste Band „Eichendorffs Untergang und andere Märchen“ unterteilt sich in 13 längere Erzählungen, sogenannte Märchen und 30 Herbste.

## Märchen
Die Märchen im Projekt 3/1 stellen eine Mischung aus realistischen und märchenhaften Ereignissen dar. Damit kombiniert Heißenbüttel Wünsche, Phantasien und die Wirklichkeit. Durch das Verschwimmen dieser Grenzen kann Heißenbüttel „[…] die verwirrende DoppelNatur des Menschen zwischen Wahn und Wirklichkeit noch am ehesten bestimmen […]“. Er liefert zudem mit den Texten auch schon die psychoanalytischen Erklärungen und Motive. Das Leitmotiv der Erzählung ist dabei meist die sexuelle Spannung, die die handelnden Personen miteinander verbindet. Im Verlauf beziehungsweise am Ende der Märchen unterbricht der Erzähler durch Fragestellungen den Erzählverlauf und regt damit die Leser zu einem kritischen Hinterfragen des Gelesenen an. Dass es sich bei den Erzählungen um Märchenanalogien handelt, wird unter anderem durch die gewählten Titel, wie der „Froschkönig. Freud besucht am Abend“ und Namen der auftretenden Figuren, wie „die haarige Witwe von Botnang“ oder „Rübezahl“ deutlich. In den Märchen finden sich zudem Indizien darauf, dass Heißenbüttel Teile seiner Persönlichkeit und der Gesellschaft, in der er lebte, in einzelne Figuren und Erzählungen projizierte. So wird zum Beispiel die Gesellschaft des 20. Jahrhunderts in der Erzählung „Franz-Ottokar Mürbekapsels Glück und ein Ende. Mit Verbesserung“ thematisiert.
Märchen in diesem Band:
- Eichendorffs Untergang und andere Märchen.
- Oberwasser und Feuerborn. Materialien zu einer Liebesgeschichte.
- Eppendorfer Nacht. Ich wäre gerne eine Frau.
- Obsession. Die haarige Witwe von Botnang.
- Froschkönig. Freud besucht am Abend.
- Das Unterbewusstsein des Löwen.
- Die Spur des Berichts. Eine Art Märchen.
- Franz-Ottokar Mürbekapsels Glück und ein Ende. Mit Verbesserung.
- Sechste Legende von Rübezahl. Der Dichter und sein Freak.
- Allmähliche Verfertigung des Charakters des Kollegen Hundekacke.
- CK oder das Zutodereiten der Erzählung durch ihre Methode.
- Desintegration des Sammlers.
- Maria Magdalenas Welt.

## Herbste
In Anlehnung an Daniil Charms verfasste Heißenbüttel auch sogenannte „Herbste“. Dies sind humoristische Kurztexte, die zum Teil nur aus wenigen Sätzen bestehen und jeweils abrupt mit einem Satz wie „Dem kann man eigentlich nicht mehr hinzufügen“. enden. In seiner konkreten Form variiert dieser Satz teilweise von Herbst zu Herbst. So findet sich zum Beispiel als Abschlusssatz des Erzählerherbstes „Mehr ist dazu eigentlich nicht zu sagen“ und des Eduards Herbstes „Mehr läßt sich dazu eigentlich nicht sagen“ Thematisiert werden dabei meist banale Alltagsgeschehnisse die überspitzt dargestellt und somit zu etwas Besonderem erhoben werden. Ein Beispiel hierfür stellt der Lochkartenesserinnenherbst dar. Umgekehrt werden besondere Situationen durch die Betonung einer Selbstverständlichkeit auf etwas Alltägliches reduziert. Dies wird beispielsweise im Rentnerherbst ersichtlich.
Neben den allein stehenden Herbsten existieren auch solche, die aufeinander aufbauen beziehungsweise einander thematisch zugeordnet werden können, wie der Generalsherbst, der Bürosexherbst oder der Eheherbst.
Herbste in diesem Band:
- Erzählerherbst
- Goldwäscherherbst
- Eduards Herbst
- Tannhäuser Herbst
- Ottilie Wildermuths Herbst
- Rentnerherbst
- Generalsherbst 1
- Generalsherbst 2
- Bürosexherbst 1
- Bürosexherbst 2
- Psychoanalytikerherbst
- Herbst der Liebe
- Damenherbst
- Eheherbst 1
- Eheherbst 2
- Vaterherbst
- Monumentenherbst
- Pfingstochsenherbst
- Lochkartenesserinnenherbst
- Linguistenherbst
- Autorenherbst
- Walter Benjamin Herbst
- Buchhändlerherbst
- Professor Hans Mayer Herbst
- Uwe Hermes Herbst
- Dichterherbst
- Willichnichherbst
- Totenbettherbst
- Heimwehherbst
- Herbst der Herbste